# تقبيل الفتيات (فلم)
تقبيل الفتيات (بالإنجليزية: Kiss the Girls) هو فيلم نيو-نوار وإثارة نفسية أمريكي صدر عام 1997، الفيلم من إخراج غاري فليدر ومن بطولة مورغان فريمان، آشلي جود، وكاري إلويس. السيناريو من كتابة ديفيد كلاس استنادًا إلى رواية جيمس باترسون الأكثر مبيعًا في عام 1995 والتي تحمل نفس الاسم. تم إصدار تكملة للفيلم بعنوان عنكبوت يأتي على مقربة في عام 2001.

## القصة
يتوجه المحقق وعالم النفس الشرعي في واشنطن العاصمة أليكس كروس إلى درم بولاية كارولاينا الشمالية عندما تم الإبلاغ عن فقدان ابنة أخته الطالبة الجامعية نعومي. يعلم من محقق الشرطة نيك روسكين أن نعومي هي الأحدث في سلسلة من الشابات اللائي اختفين. بعد وقت قصير من وصوله، تم العثور على إحدى النساء المفقودات ميتة، مقيدة بشجرة، وبعد ذلك بوقت قصير، تم اختطاف كيت ماكتييرنان من منزلها.
عندما تستيقظ كيت من حالة التخدير، تكتشف أنها محتجزة من قبل رجل ملثم يطلق على نفسه اسم كازانوفا، وهي واحدة من عدة سجينات محاصرات في كهفه. تمكنت من الفرار وأصيبت بجروح بالغة عندما قفزت من جرف إلى نهر. بعد أن تتعافى، تنضم إلى القوات مع كروس لتعقب آسرها، الذي خلص كروس إلى أنه جامع، وليس قاتلًا، ما لم يفشل ضحاياه في اتباع قواعده. وهذا يعني أن هناك متسعًا من الوقت لإنقاذ السجينات الأخريات ما دامات مطيعات.
تقودهم القرائن إلى لوس أنجلوس، حيث نُسبت سلسلة من عمليات الخطف والقتل الشنيعة إلى الدكتور ويليام رودولف، المعروف باسم جنتلمان كولر. أُحبطت جهود كروس للقبض على رودولف واستجوابه عندما يهرب. في كارولاينا الشمالية، يتتبع كروس كازانوفا حتى النهر. تم تنبيهه من طلق ناري، اكتشف مخبأ كازانوفا تحت الأرض. تم الكشف عن أن رودولف هو شريك كازانوفا. يهرب كازانوفا، بينما يطلق كروس النار على رودولف، وينقذ النساء المخطوفات، بما في ذلك نعومي.
في وقت لاحق، دعت كيت كروس لتناول العشاء في منزلها. يرسل روسكين ضابطين لحراسة كيت في منزلها. بينما كان كروس في منزله يستعد لمقابلة كيت لتناول العشاء، اكتشف أن توقيع روسكين على أوامر الاعتقال يتوافق مع خط يد كازانوفا. يحاول كروس الاتصال بكيت لإبلاغها، لكن روسكين يقطع سلك هاتفها. تشك كيت في روسكين أثناء حديثها معه. ثم تصبح لهجته حادة، ويكشف عن أنه كازانوفا. بعد شجار ومحاولة اغتصاب، تمكنت كيت من تقييد يديه إلى الفرن. يجرح روسكين ذراع كيت بسكين مطبخ. في محاولة لتحرير نفسه، يسحب روسكين الفرن بعيدًا عن الحائط، ممزقا أنبوب الغاز. يقوم روسكين بإخراج ولاعة، ويهدد بحدوث انفجار بسبب تسرب الغاز. يظهر كروس ويحاول تهدأت روسكين. عندما يفشل ذلك، يطلق كروس النار على روسكين، ويطلق النار عبر علبة حليب لتجنب اشتعال الغاز. تعبر كيت عن الراحة عند وصول الشرطة.

## طاقم التمثيل
- مورغان فريمان في دور د / المحقق أليكس كروس
- آشلي جود في دور الدكتورة كيت ماكتييرنان
- كاري إلويس في دور المحقق نيك روسكين
- أليكس مكارثر في دور المحقق ديفي سايكس
- بيل نان في دور المحقق جون سامبسون
- جيريمي بايفن في دور المحقق المحقق هنري كاستيلو
- براين كوكس في دور الرئيس هاتفيلد
- جاي ساندرز في دور عميل إف بي أي كايل كريغ
- طوني غولدوين في دور الدكتور ويليام رودولف
- وليام كونفيرس روبرتس في دور دكتور ويك ساكس
- روما مافيا في دور الدكتور روكو
- ريتشارد جونز في دور سيث صموئيل
- جينا رافيرا في دور نعومي كروس
- هيدي ستشانز في دور ميغان ميرفي
- تاتيانا علي في دور جانيل كروس
- مينا سوفاري في دور كوتي بيرس
- آنا ماريا هورسفورد في دور فيكي كروس
- هيلين مارتن في دور نانا مايبيلين كروس

## الإنتاج

### التصوير
بدأ التصوير الرئيسي في 16 أبريل 1996. استمر تصوير الفيلم لمدة أسبوعين في مواقع في كارولاينا الشمالية في شوارع درم، في حدائق المقاطعة القريبة، وخارج منزل تشابل هيل بولاية كارولاينا الشمالية. تم بناء مركز الشرطة في مستودع وسط مدينة درم. حدثت غالبية عمليات التصوير في منطقة لوس أنجلوس، مع مواقع تشمل مزرعة ديزني، وأثينيوم في معهد كاليفورنيا للتقنية في باسادينا، كاليفورنيا، ومنزل في منطقة آدامز التاريخية بلوس أنجلوس، وفي حرم جامعة جنوب كاليفورنيا في يونيفرسيتي بارك. تم تصميم معظم المواقع، بما في ذلك الأنفاق والغرف الموجودة تحت الأرض، من قبل مصمم الإنتاج الأمريكي نيلسون كوتس، في مسارح صوتية في ساحة استوديوهات باراماونت بيكتشرز. تم الانتهاء من التصوير في 10 يوليو 1996.

## الإطلاق
عُرض الفيلم لأول مرة في مهرجان دوفيل السينمائي في سبتمبر 1997 قبل أن يعرض على 2271 شاشة في الولايات المتحدة في الشهر التالي. حقق الفيلم أرباح قدرها 13،215،167 دولارًا في عطلة نهاية الأسبوع الافتتاحية وما مجموعه 60،527،873 دولارًا في الولايات المتحدة، ليحتل الفيلم المرتبة رقم 30 في الإيرادات المحلية لهذا العام.
لم يُعرض الفيلم في بعض المسارح في وسط فرجينيا وقت إطلاقه، بسبب جرائم القتل التي لم تُحل لثلاث فتيات مراهقات في المنطقة. جاء هذا القرار احترامًا للعائلات والمجتمعات المجاورة. تم حل جرائم القتل في النهاية ونسبت إلى ريتشارد إيفونيتز.

## وصلات خارجية
- مقالات تستعمل روابط فنية بلا صلة مع ويكي بيانات